# Odysseus auf Ogygia (Oper)
Odysseus auf Ogygia ist eine Oper in drei Akten von Klaus Arp; Text: Wolfgang Poch, nach einem Schauspiel von Fritz von Unruh. Uraufgeführt wurde das Werk am 4. März 1989 am Theater Koblenz, für das es als Auftragswerk zu dessen 200-jährigem Bestehen geschrieben wurde.

## Gestaltung
Die Musik der Oper wurde als „durchkomponierte Minimal Music“ beschrieben. Die melodischen Passagen sind ausdrucksstark, während die Gesangspartien im deklamatorischen Stil dem Text folgen.
Die Orchesterbesetzung umfasst die folgenden Instrumente:
- Holzbläser: drei Flöten, Oboe, drei Klarinetten, Fagott
- Blechbläser: drei Hörner, drei Trompeten, drei Posaunen, Tuba
- Harfe
- zwei Synthesizer Yamaha DX7
- Streicher